# Сучасне проєктування на C++ (книга)
Сучасне проєктування на C++: Узагальнене програмування і застосовні шаблони проєктування — книга написана Андреєм Александреску, видана в 2001 у видавництві Addison-Wesley. Скотт Мейєрс згадував її як «одну з найважливіших книжок про C++».
Всі коди подані в книзі вільно доступні в бібліотеці Loki.
Книга була перекладена й перевидана декількома мовами.